# Brachymeles lukbani
Espèce
Brachymeles lukbani est une espèce de sauriens de la famille des Scincidae.

## Répartition
Cette espèce est endémique de l'île de Luçon aux Philippines.

## Étymologie
Cette espèce est nommée en l'honneur de Vicente R. Lukban (1860-1916).

## Publication originale
- Siler, Balete, Diesmos & Brown, 2010 : A New Legless Loam-swimming Lizard (Reptilia: Squamata: Scincidae: Genus Brachymeles) from the Bicol Peninsula, Luzon Island, Philippines. Copeia, vol. 2010, no 1, p. 114–122 (texte intégral).